# 叫ぶ星
『叫ぶ星』（さけぶほし）は、ストレイテナーの配信限定シングル。2020年10月14日に配信された。

## 概要
ストレイテナーとしては6作品目となる配信限定シングルである。2020年9月5日に行われた、ストレイテナーとしては初の配信ライブ『TITLE COME BACK SHOW』にて、サプライズとして最後に初披露された楽曲。同日公開されたミュージックビデオは、『TITLE COME BACK SHOW』での同楽曲のライブ映像に、空や宇宙の映像がかけ合わせられたものになっている

## 収録曲
1. 叫ぶ星
作詞・作曲:ホリエアツシ